# 2-デヒドロ-3-デオキシガラクトノキナーゼ
2-デヒドロ-3-デオキシガラクトノキナーゼ(2-dehydro-3-deoxygalactonokinase、EC 2.7.1.58)は、以下の化学反応を触媒する酵素である。
ATP + 2-デヒドロ-3-デオキシ-D-ガラクトン酸 {\displaystyle \rightleftharpoons } ADP + 2-デヒドロ-3-デオキシ-D-ガラクトン酸-6-リン酸
従って、この酵素の基質はATPと2-デヒドロ-3-デオキシガラクトン酸の2つ、生成物はADPと2-デヒドロ-3-デオキシガラクトン酸-6-リン酸の2つである。
この酵素は転移酵素、特にアルコールを受容体とするホスホトランスフェラーゼに分類される。この酵素の系統名は、ATP:2-デヒドロ-3-デオキシ-D-ガラクトン酸 6-ホスホトランスフェラーゼ(ATP:2-dehydro-3-deoxy-D-galactonate 6-phosphotransferase)である。この酵素は、ガラクトース代謝に関与している。